# Historia Eswatini

Flaga Eswatini (od 1968)

Historia Eswatini – obejmuje dzieje państwa i narodu suazyjskiego.

## Przed kolonizacją

### Prehistoria i starożytność
Pierwsze ślady osadnictwa na terenach Eswatini (prymitywne narzędzia kamienne) sięgają koło 250 000 lat przed naszą erą. Szacuje się, iż pierwsze ślady wydobycia żelaza w Kopalniach Ngwenya pochodzą sprzed 42 tysięcy lat, co czyni je najstarszymi na świecie. Na terenie państwa znajdują się też prehistoryczne malowidła naskalne.
Około 2000 lat temu na tereny państwa przybyły od północy ludy Sotho i Nguni posługujące się językiem bantu, zajmujące się głównie rolnictwem i górnictwem. W ciągu stuleci mieszkańcy tych terenów udomowili wiele gatunków zwierząt (m.in. kozy, owce i bydło).

### Powstanie ludu Suazi
Około XVI wieku jeden ze szczepów Nguni odzielił się od pozostałych i utworzył swoje własne państwo, Suazi, które początkowo znajdowało się na terenie dzisiejszego Mozambiku, później jednak pod naporem innych plemion przeniosło się na tereny, na których jest do dziś. Wielkie znaczenie w państwie otrzymał jeden z rodów plemiennych, Dlamini. Później państwo toczyło serię wojen z sąsiednimi plemionami zuluskimi i Burami.

Afryka Południowa koło 1885 roku

## Epoka kolonialna

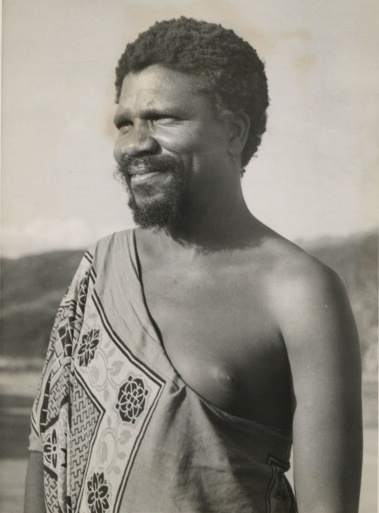
Sobhuza II (1945)

Między 1840  i 1868 rokiem rządy nad plemieniem sprawował Mswati II, który poprosił Europejczyków o pomoc w walkach z Zulusami. W ciągu panowania tego władcy na terenach zamieszkałych przez lud Suazi zaczęli osiedlać się przybysze z Europy, a po śmierci władcy w 1894 roku zdecydowano uznać się zwierzchność Republiki Południowej Afryki. W 1903 roku tereny republik burskich (w tym Suazi) zostały anektowane przez Wielką Brytanię, a w 1906 roku powstał brytyjski Protektorat Suazi.
W 1921 roku pełnię władzy nad ludem Eswatini objął król Sobhuza II (którą de iure sprawował od śmierci ojca Ngwane V w 1899). Prowadził on działalność mającą na celu rozwój kultury i tożsamości narodowej mieszkańców Eswatini. W 1963 roku Suazi otrzymało od rządu brytyjskiego konstytucję dającą szeroką autonomię.

## Niepodległe Eswatini (od 1968)

### Początki niepodległości
W 1968 roku państwo uzyskało pełną niepodległość i w wyniku Rezolucji Rady Bezpieczeństwa ONZ nr 257 zostało przyjęte do ONZ. Pierwszym premierem państwa został Makhosini Dlamini związany z dynastią królewską. Pięć lat później (1973) uchylono brytyjską konstytucję państwa, co pozwoliło na przejęcie pełni władzy przez króla. W 1978 roku na mocy nowej konstytucji wprowadzono w państwie monarchię absolutną. W 1979 powstał suazyjski parlament, pełniący jednak jedynie funkcje doradcze. Po śmierci władcy, Sobhuzy II, 21 sierpnia 1982 roku funkcję regentki nad małoletnim Mswatim III objęła Dzeliwe.

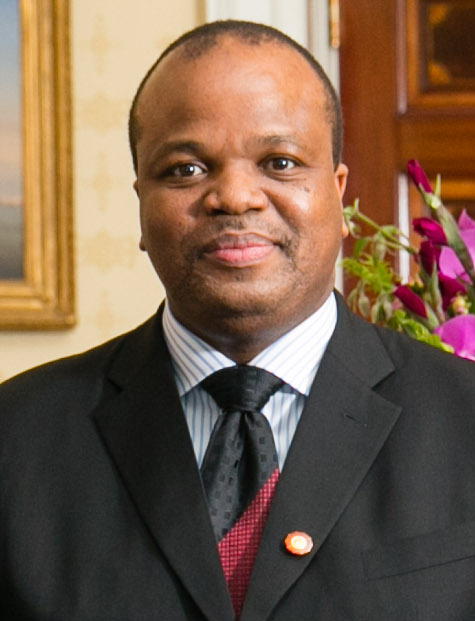
Mswati III (2014)

### Mswati III i Ntombi
W 1986 roku po kilkuletnich walkach wewnątrz rodziny królewskiej król Mswati III (syn Sobhuzy II) wraz ze swą matką Ntombi objął rządy nad państwem. Na początku swojego panowania rozwiązał on parlament, który stanowił zagrożenie dla monarchii w kraju. Na przełomie XX i XXI wieku w państwie doszło do wielu strajków, chcących wprowadzenia w kraju rozwiązań demokratycznych. W 2005 roku wprowadzono w państwie konstytucję ograniczającą władzę monarchy. W 2018 roku państwo ostatecznie zmieniło nazwę z Suazi na Eswatini, gdyż według króla poprzednia nazwa była w wielu językach zbyt podobna do Szwajcarii.